# Přepodobný

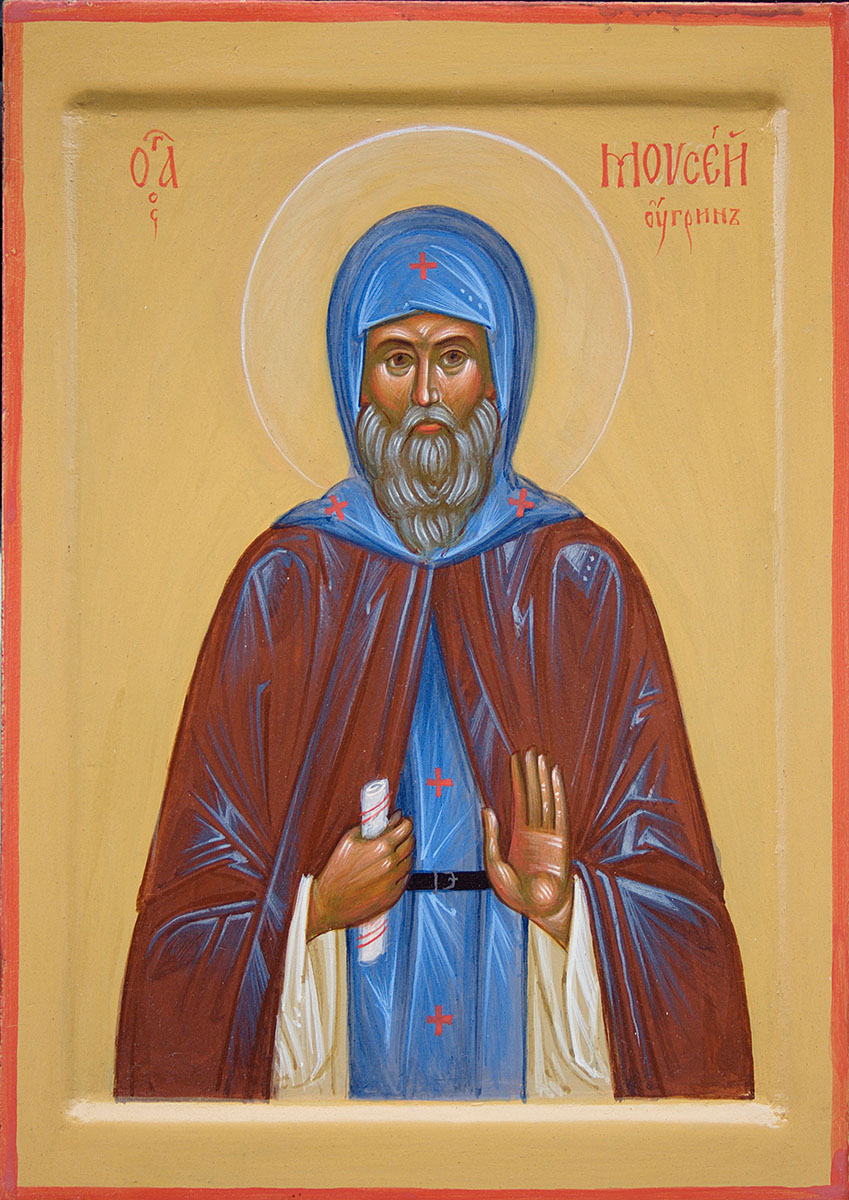
Ikona předpodobného Mojžíše Uherského

Prepodobnyj (církevněslovansky, řecky Όσιος, slovensky prepodobný, česky ctihodný či přepodobný) je u řeckokatolíků a pravoslavných označení svatého, který se vyznačoval svatým a asketickým životem.

## Charakteristika
Pražská pravoslavná eparchie je ve svém kalendáři uvádí zkratkou přep. a uvádí, že počeštěného přepodobný se používá nejčastěji u svatých, kteří žili mnišským životem – pro svaté žijící ve světě se užívá výraz spravedlivý. Nejčastěji se překládá jako ctihodný či veledůstojný, což však podle textu na webu pražské eparchie neodpovídá významu původního řeckého slova osios a církevněslovanského prepodobnyj. Výraz podle M. Švancary odkazuje k podobnosti prvotního člověka s Bohem podle knihy Genesis (1:26, člověk je stvořen k obrazu a podobě Boha). Někdy je tato podobnost vztahována též ke Kristu.[zdroj?]
Český nezávislý web Orthodoxia.cz titul překládá slovem ctihodný a spojuje jej s řeckým slovem hosios = zbožný, božský, posvátný, nábožný, které souvisí se slovesem hosio = světit, zasvětit, posvětit, očistit, smířit. Uvádí, že se používá jako světecký titul mnichů a poustevníků a upozorňuje, že se liší od titulu ctihodný užívaného římskokatolickou církví pro jeden z předstupňů svatořečení. Podle tohoto slovníku církevněslovanské slovo podobnyj v tomto případě významově navazuje na „náležet, připadat, příslušet“ a potažmo „uctivost, vzdávání cti“, nikoliv na „podobu, podobnost“, a překládání slovem přepodobný je problematické a sporné. Světský titul „vaše prepodobije“ se také překládá „vaše ctihodnosti“.
Titulem přepodobný jsou označováni mimo jiné i někteří z prvních slovanských světců, např. Mojžíš Uherský, Anton a Teodosius Pečerský a jiní.